# Dolní Pováží
Dolní Pováží (Dolnopovažský region cestovního ruchu) anebo v některých textech Trnava a okolí je slovenský region a region cestovního ruchu.
Jako region cestovního ruchu zahrnuje:
- Okres Galanta
- Okres Piešťany
- Okres Šaľa
- Okres Hlohovec
- Okres Trnava
- 4 obce z jihovýchodní části okresu Nové Mesto nad Váhom